# Liste der deutschen Chirurgenvereinigungen
Die Liste der deutschen Chirurgenvereinigungen verzeichnet heutige und frühere Regionalgesellschaften für Chirurgie in Deutschland. Von der Deutschen Gesellschaft für Chirurgie sind sie unabhängig. Einzelne Fachgesellschaften sind korporative Mitglieder. Dass Neugründungen und Zusammenlegungen nach der Deutschen Wiedervereinigung schwierig waren, lag weniger an Befindlichkeiten als an der verwickelten Nachkriegsgeschichte der Deutschen Demokratischen Republik. Besonders in der Geschichte Sachsen-Anhalts und in der Geschichte Thüringens spielten wechselnde Besatzungszonen, Enklaven, alte Partikularinteressen und die preußische Vergangenheit eine große Rolle. Vergessen sind Land (DDR) und Bezirk (DDR).

## Liste
| Name, Gründungsjahr | Vertreter | Gebiet                                                                                               | Umbenennungen |
| --- | --- | --- | --- |
| Freie Vereinigung der Chirurgen Berlins, 1886                                                                                 | Georg von Adelmann                                                                                            | Provinzfreie Stadt Berlin                                                                            | 1912 Berliner Gesellschaft für Chirurgie 1953 Berliner Chirurgische Gesellschaft 1990 Vereinigung der Chirurgen Berlins und Brandenburgs                                      |
| Vereinigung Niederrheinisch-Westfälischer Chirurgen, Düsseldorf 1898                                                          | Carl M. H. Erasmus Ludwig Heusner                                                                             | Nördliche Rheinprovinz Provinz Westfalen                                                             | |
| Breslauer Chirurgische Gesellschaft, 1908                                                                                     | Vorstand bis 1931: Hermann Küttner, Carl Partsch, Georg Gottstein, Karl Goebel 1933–1945: Karl Heinrich Bauer | Universität Breslau Breslau                                                                          | |
| Vereinigung Nordwestdeutscher Chirurgen, Hamburg 1909                                                                         | Hermann Kümmell                                                                                               | Provinz Hannover Provinz Schleswig-Holstein Bremen Hamburg Mecklenburg-Schwerin Mecklenburg-Strelitz | 2015 Vereinigung Norddeutscher Chirurgen |
| Vereinigung der Bayerischen Chirurgen, München 1911                                                                           | Ottmar von Angerer                                                                                            | Königreich Bayern                                                                                    | |
| Mittelrheinische Chirurgenvereinigung, Frankfurt am Main 1912                                                                 | Ludwig Rehn Fritz König                                                                                       | | |
| Südostdeutsche Chirurgenvereinigung in Schlesien, Breslau 1914                                                                | Carl Partsch Hermann Küttner August Borchard                                                                  | Provinz Schlesien                                                                                    | |
| Mitteldeutsche Chirurgenvereinigung, Braunschweig 1922                                                                        | Walther Wendel Friedrich Voelcker                                                                             | Sachsen Thüringen Sachsen-Anhalt Freistaat Braunschweig                                              | |
| Nordostdeutsche Chirurgenvereinigung, 1927–1945                                                                               | Heinrich Klose                                                                                                | Pommern Westpreußen Ostpreußen                                                                       | Am 28./29. Juni 1929 Tagung mit der Südostdeutschen Chirurgenvereinigung in Danzig                                                                                            |
| Wissenschaftliche Gesellschaft für Chirurgie zu Leipzig, 1947–1990                                                            | | | |
| Thüringische Gesellschaft für Chirurgie, Jena 1947                                                                            | Nicolai Guleke Egbert Schwarz                                                                                 | Land Thüringen (1920–1952) Medizinische Akademie Erfurt                                              | |
| Medizinisch-Wissenschaftliche Gesellschaft für Chirurgie an der Martin-Luther-Universität Halle-Wittenberg, 1948–1990         | Werner Budde Franz Mörl Albrecht Gläser                                                                       | Martin-Luther-Universität Halle (Saale)                                                              | |
| Medizinisch-Wissenschaftliche Gesellschaft für Chirurgie an der Medizinischen Akademie „Carl Gustav Carus“, Dresden 1955–1990 | | | |
| Regionalgesellschaft Karl-Marx-Stadt, ?–1990                                                                                  | | | |
| Wissenschaftliche Gesellschaft für Chirurgie an den Universitäten Greifswald und Rostock, 1959                                | Hans Joachim Serfling Walter Schmitt Werner Kothe Richard Reding Siegfried Kiene                              | Bezirk Rostock Bezirk Neubrandenburg Bezirk Schwerin                                                 | Vereinigung der Chirurgen von Mecklenburg-Vorpommern 1968 Vereinigung der Chirurgen der drei Nordbezirke 1993 Zusammenschluss mit der Vereinigung Nordwestdeutscher Chirurgen |
| Regionalgesellschaft Potsdam, 1969–1990                                                                                       | | | |
| Regionalgesellschaft Magdeburg, 1976–1990                                                                                     | Peter Heinrich                                                                                                | Medizinische Akademie Magdeburg                                                                      | |
| Sächsische Chirurgenvereinigung, 1990                                                                                         | Siegfried Kiene Hans-Detlev Saeger Karl Heinz Herzog                                                          | Sachsen                                                                                              | |
| Chirurgenvereinigung Sachsen-Anhalt, Halle 1991                                                                               | Albrecht Gläser                                                                                               | Sachsen-Anhalt                                                                                       | |
| Saarländische Chirurgenvereinigung, 1992                                                                                      | Wolf-Ingo Steudel Gernot Feifel                                                                               | Saarland                                                                                             | |
| Neugründung der Mitteldeutschen Chirurgenvereinigung, 2004                                                                    | Henning Dralle Friedrich Wilhelm Mohr Johannes Scheele Christoph Josten                                       | Sachsen-Anhalt Sachsen                                                                               | |
| Kölner Chirurgenvereinigung                                                                                                   | | | |
| Die Chirurginnen gegründet 2021                                                                                               | | Deutschland                                                                                          | |